# Civilization (musikalbum)
Civilization är ett album i industrial genren av Front Line Assembly som ursprungligen släpptes 2004.

## Låtlista
| Nr  | Titel         | Längd | Notering |
| --- | ------------- | ----- | -------- |
| 1.  | Psychosomatic |       |          |
| 2.  | Maniacal      |       |          |
| 3.  | Fragmented    |       |          |
| 4.  | Vanished      |       |          |
| 5.  | Strategic     |       |          |
| 6.  | Civilization  |       |          |
| 7.  | Transmitter   |       |          |
| 8.  | Parasite      |       |          |
| 9.  | Dissident     |       |          |
| 10. | Schicksal     |       |          |